# Helka
Helka – małe jezioro na Wysoczyźnie Łobeskiej, położone w gminie Łobez, w powiecie łobeskim, w woj. zachodniopomorskim. Powierzchnia zbiornika wynosi 1,84 ha i w typologii rybackiej jest jeziorem karasiowym.
Ok. 0,9 km na południowy zachód do Helki leży wieś Zachełmie. Przez jezioro przepływa dopływ z Zachełmia, który należy do zlewni rzeki Regi. Ok. 0,6 km na południowy wschód od Helki znajduje się jezioro Chełm.
Administratorem wód Helki jest Regionalny Zarząd Gospodarki Wodnej w Szczecinie. Utworzył on obwód rybacki, który obejmuje wody jeziora wraz z wodami dopływu z Zachełmia łączącego Helkę z rzeką Regą.